# Dadía
Dadía är en ort i Grekland.   Den ligger i prefekturen Nomós Évrou och regionen Östra Makedonien och Thrakien, i den nordöstra delen av landet, 400 km nordost om huvudstaden Aten. Dadía ligger 95 meter över havet och antalet invånare är 784.
Terrängen runt Dadía är kuperad västerut, men österut är den platt. Runt Dadía är det glesbefolkat, med 17 invånare per kvadratkilometer. Närmaste större samhälle är Souflí, 9,5 km nordost om Dadía. 